# Лоран Боти
Лоран Боти (на френски: Laurent Botti) е псевдоним френския писател Лоран Тално (Laurent Talnot), автор на произведения в жанра трилър, хорър и криминален роман.

## Биография и творчество
Лоран Боти е роден през 1968 г. в Дижон, Франция. Прекарва част от детството си в Мароко, където живее дядо му художник, след което се връща в Бургундия. Запален читател е на криминални романи и трилъри. Следва право в Дижон, а след това журналистика в Париж. След дипломирането си работи за различни вестници и е съавтор на няколко книги, като „Енциклопедия по астрология" и биография на Серж Генсбур.
Първият му роман „В мъглата“ е издаден през 1998 г. Зад буржоазните фасади на къщите на всемогъщите местни големци се крият зловещи тайни, по готическите улички в гъстата мъгла броди страхът и дебне един убиец, а сатанински заговор тласка една жена към ада. В разследването си сътрудничат Комисар Грендит и журналистът Ксавие Видал. Романът веднага става бестселър.
В следващите си книги писателят изоставя готическата атмосфера и трилърите му стават по-модерни, което е отразено в продължението на „В мъглата“.
През 2007 г. е издаден трилърът му „Един ден, ужасни неща...“. Действието се развива в спокоен готически град в Бургундия, където семейството на Жул се премества. Но с първите мъгли започват странни, уж случайни инциденти, разследването им достига до личности, които изобщо не е трябва бъдат обезпокоявани, изскачат проклятия и сенки от миналото.

## Произведения

### Самостоятелни романи
- Fatale Lumière (2005)[1][2][4]
- Un jour, des choses terribles... (2007)
Един ден, ужасни неща..., изд.: „Унискорп“, София (2013), прев. Веселина Илиева
- Un ticket pour l'enfer (2009)
Билет за Ада, изд.: „Унискорп“, София (2016), прев. Веселина Илиева

### Поредица „Комисар Грендит и Ксавие Видал“ (Commissaire Grendit et Xavier Vidal)
1. Pleine Brume (1998)[1][2]
В мъглата, изд.: „Унискорп“, София (2004), прев. Златко Стайков
2. La Nuit du Verseau (2000)